# ACICAM
ACICAM siglas correspondientes a la Asociación Colombiana de Industriales del Calzado, el Cuero y sus Manufacturas, es la entidad gremial que convoca a los empresarios de la cadena productiva del calzado en Colombia.

## Antecedentes
La industria del calzado en Colombia nació y se forjó en la ciudad de Bucaramanga, donde a partir de la década de 1920 se establecieron los primeros talleres de zapateros. 

## Creación del Gremio
Las entidades que convocaban a los empresarios bumangueses de calzado en la década de 1990 eran la Asociación Colombiana de Industriales del Cuero ASOCUEROS y la Corporación Nacional de Calzado CORNICAL. Cuando CORNICAL organizó una primera feria exposición de productos en Bucaramanga y notó que la capacidad instalada de la ciudad no había sido suficiente para atender el volumen de expositores y compradores, le propuso a ASOCUEROS la fusión para organizar el gremio con real alcance nacional y así dieron vida a ACICAM jurídicamente el 18 de marzo de 1999. A partir de esa fecha, ACICAM se encarga de proteger, desarrollar, tecnificar, dignificar y engrandecer a la industria colombiana del calzado, la marroquinería, los insumos para su fabricación y entidades afines dentro y fuera del territorio nacional.

## International Footwear & Leather Show, IFLS
ACICAM fomenta la solidaridad de los industriales del calzado, marroquinería, la maquinaria, partes y materias primas para su fabricación y de las industrias afines por medio de la realización de la International Footwear & Leather Show, IFLS, principal escenario en Colombia para la negociación de mercancía del sector. Se lleva a cabo en el Centro Colombiano de Ferias y Exposiciones CORFERIAS en los meses de febrero y agosto y han sido realizadas hasta agosto de 2022 cuarenta y cuatro versiones.

## Labor gremial
ACICAM está representada legalmente por un presidente ejecutivo nacional y se apoya en cinco seccionales para Bogotá y Cundinamarca, Santander, Norte de Santander, Valle del Cauca y Antioquia. Por medio de las sucursales reúne más de cuatrocientos empresarios formales.

### Presidentes ACICAM
Luis Gustavo Flórez Enciso, ejerció el cargo desde 2001 hasta 2020.
Jorge Andrés Zuluaga Sierra, ejerció el cargo desde 2020 hasta 2023.
Germán Gonzalez ejerció el cargo desde 2023 hasta 2024.
Marcela Caicedo Rios Ejerce el cargo desde 2025 hasta la actualidad.